# Tensin sóden katori sintó-rjú
A tensin sóden katori sintó-rjú (天真正伝香取神道流) egy japán korjú harcművészeti iskola, és egyike az ország legrégebb óta fennálló vívóiskoláinak. Iizasza Csóiszai Ienao hozta létre a muromacsi-korban (1336-1573), 1447-ben, míg más források az alapítás idejét 1480-ra teszik. A katori sintó-rjú egyike volt az első hagyományos japán vívóiskoláknak, melyek eljutottak a tengeren túlra. Ma már az iskola különböző ágai révén a világ számos országában képviseli magát, köztük hazánkban is. Idehaza a Szugavara Tecutaka és a Hatakejama Goro által képviselt ágazatokat lehet tanulni. Előbbit Somogyvári Szabolcs (Keiko Harcművészeti Akadémia), utóbbit Szabó Pál (Ninja Karate Centrum Budo Akadémia) képviseli. 
A katori sintó-rjú tanításaiból az évszázadok alatt sok híres iskola nőtt ki. Ilyenek például a sinkage-rjú, a kasima sintó-rjú vagy a sintó muszó-rjú.

## Története

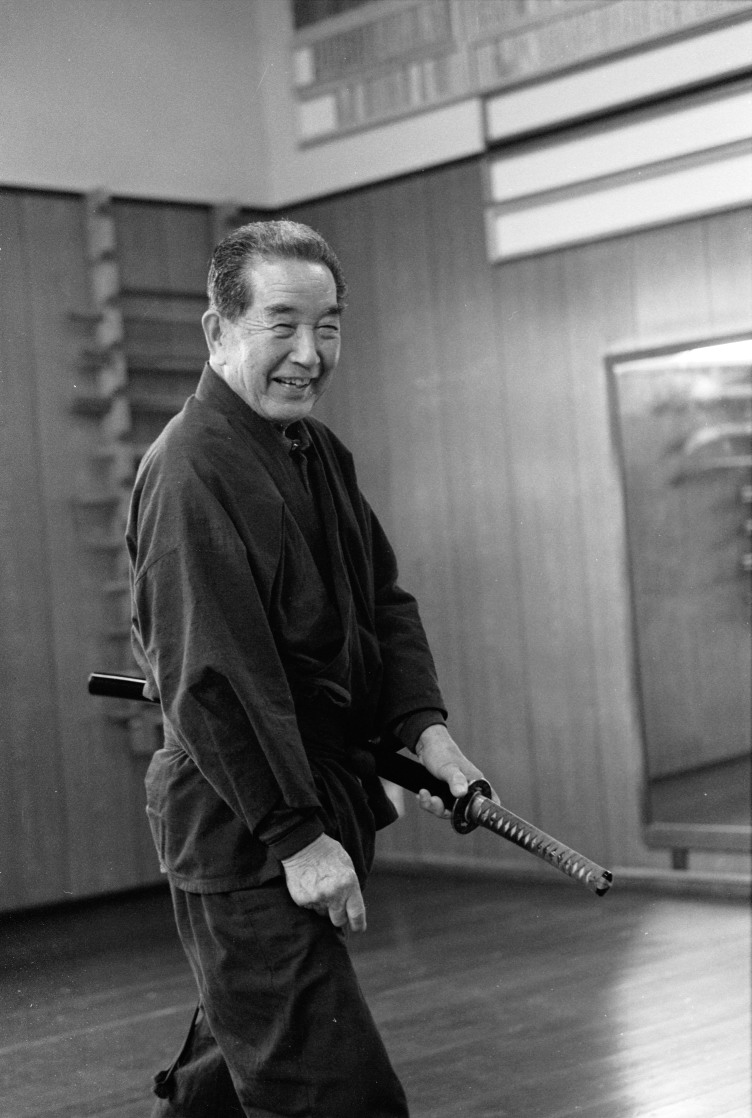
Ótake Riszuke sihan, aki több mint ötven évig volt az iskola vezető mestere. (fotó: M. Stokhof 2007)

A katori sintó-rjút Iizasza Csóiszai Ienao alapította, aki fiatalon költözött a Katori szentély közelébe, mely napjainkban Csiba prefektúra része. A Csiba család vazallusaként kardforgatást és a szálfegyverek használatát sajátította el. Miután kiképzést kapott harcművészetből, Kiotóba utazott, és Asikaga Josimasza sógun szolgálatába állt. Ekkor ragadt rá a Jamasiro no kami név is, mely annyit tesz: „Jamasiro provincia kormányzója”. Élete későbbi szakaszában buddhista szerzetesnek állt, és felvette „Csóiszai” nevet. A szai melléknév felvétele gyakori tradíciónak számított a korabeli vívómesterek körében. Mikor hazatért, imádta az isteneket a Katori és a Kasima szentélyeknél egyaránt. 1488-ban bekövetkezett halála után iskoláját a családja örökölte, ahogy a főágnak mai napig egy Iizasza a szókéja. 

### Az iskola napjainkban

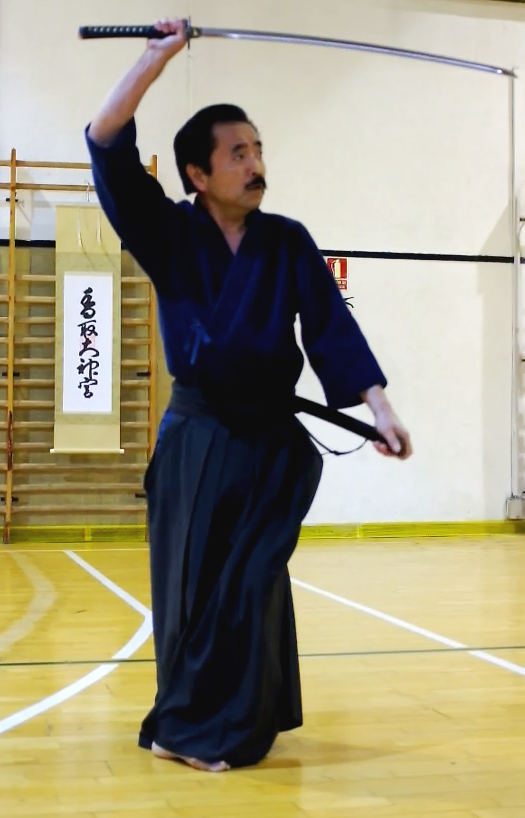
Ótake Nobutosi sihan, aki édesapja halála után átvette a Sinbukan dódzsó vezetését.

A katori sintó-rjú volt az első harcművészet, melyet 1960. március 6-án „kulturális örökség”-nek nyilvánítottak Japánban. Hajasi Jazaemon és Ótake Riszuke sihant, valamint Iizasza Jaszuada szókét jelölték ki, mint eme örökség őrzőit. 1985-ben ezt „Csiba kulturális örökség”-re módosították. Ótake Riszuke két fia (Ótake Nobutosi és Kjószó Sigetosi) 2004. március 30-án kapták meg ugyanezt a tisztséget. 
Az iskola a tengerentúli népszerűségét egy amerikai harcművésznek, Donn F. Draegernek köszönheti. Dreager Ótake Riszuke sihan tanítványa volt, és az első külföldi diák, akit kitüntetett tanítói (menkjo) engedéllyel. Dreager kutatásai és publikációi nem csak a katori sintó-rjúra, hanem a korjú budzsucu létezésére is ráirányították a figyelmet. Ennek köszönhető, hogy a hagyományos japán harcművészetekre megnőtt a nemzetközi érdeklődés, és ma már a világ számos pontján tanulhatóak. 
Ótake Riszuke saját dódzsójában, a Narita város közelében épült Sinbukanban tanított több mint ötven éven keresztül. Mivel Iizasza Jaszuada nem tanulta az iskolát, reprezentatív mesterének Ótake sihant jelölte meg. Ótake vezető mestersége alatt a Sinbukan képviselte a katori sintó-rjú főágát. Miután nyugdíjba vonult, a dódzsó vezetését idősebb fiára, Nobutosira bízta, aki mellett testvére, Sigetosi segédkezett volna, mint sihandai (mestersegéd). Végül Kjószó Sigetosi kapta meg a sihan címet 2017 szeptemberében, Ótake Nobutosit pedig kizárták a katori sintó-rjúból 2018. december 9-én. Ám kizárása ellenére Nobutosi megmaradt a Sinbukan dódzsó sihanjának, viszont nem reprezentálhatta tovább a főágat. 
A katori sintó-rjú szóke-ágát napjainkban Kjószó Sigetosi, a kinevezett sihan képviseli.

### Szókék listája
Iizasza Jamasiro no kami (később Iga no kami) Csóiszai Ienao (alapító)

1 .Iizasza Vakasza no kami Moricsika

2. Iizasza Vakasza no kami Morinobu

3. Iizasza Jamasiro no kami Moricuna

4. Iizasza Szaemon no dzso Morihide

5. Iizasza Oi no kami Morisige

6. Iizasza Suri no szuke Morinobu

7. Iizasza Suri no suke Morinaga

8. Iizasza Suri no szuke Morihisza

9. Iizasza Suri no szuke Moriszada

10. Iizasza Suri no szuke Morisige

11. Iizasza Suri no szuke Moricugu

12. Iizasza Suri no szuke Morikijo

13. Iizasza Suri no szuke Nagateru

14. Iizasza Suri no szuke Moriteru

15. Iizasza Suri no szuke Morisige (Kan Rikuszai néven is ismert)

16. Iizasza Suri no szuke Morifusza

17. Iizasza Suri no szuke Moriszada

18. Iizasza Suri no szuke Kindzsiro

19. Iizasza Suri no szuke Jaszuada (jelenlegi szóke)

1896-ban, miután a tizennyolcadik szóke elhunyt, Jamagucsi Eikan sihan vette át az iskola vezetését 1917-ben bekövetkezett haláláig. Amíg Iizasza Kindzsiro be nem házasodott a családba, az alábbi nyolc mester vezette a katori sintó-rjút:
- Tamai Kiszaburo
- Sína Icsizo
- Ito Takekicsi
- Kuboki Szazaemon
- Iszobe Kohei
- Mozomija (Hongu) Toranoszuke
- Hajasi Jazaemon
- Kamagata Minoszuke

### Ágak
A katori sintó-rjúnak több ága is ismert. Ezen ágak egy részét hivatalosan elismeri a szókeág, mint hivatalos mellékágat, másokat viszont már kevésbé. A keppan hagyománya egyedül a főág tradíciója, a többi elhagyta. 
- Kjószó sibu: jelenleg Kjószó Sigetosi sihan képviseli a katori sintó-rjú főágát. A honbu dódzsó Iizasza Jaszuada otthonához közel található, a Katori szentély közelében. A Kjószó sibu tagjai a legtöbbször sportközpontokban vagy közösségi házakban gyakorolnak.
- Sinbukan dódzsó: Ótake Riszuke dódzsója, melyet fia, Ótake Nobutosi vett át. 2021-ben bekövetkezett haláláig Ótake szenszei rendszeresen felügyelte a fia által vezetett edzéseket.
- Szugino dódzsó: a Szugino Josio által létrehozott ágat ma fia, Jukihiro vezeti. Szugino szenszei Sína Icsizótól tanulta az iskolát, miután Kanó Dzsigoró (akitől dzsúdót tanult) meghívott néhány mestert a Kodokan dódzsóba. Szugino szenszei ága onnan ismerhető fel, hogy valamennyi formagyakorlatot lassabban mutatják be a tanítványok, mint a többi ág esetében. Kanó tiszteletére bevezette a kjú és dan rendszert.
- Szugavara budó: Szugavara Tecutaka Ótake Riszuke tanítványa volt, akitől megkapta a menkjo fokozatot 1986-ban. Ezt követően szakított a fővonallal, és saját harcművészeti intézetet hozott létre, melyben a katori sintó-rjú mellett tajcsicsuant és aikidót tanít.
- Goro-ha: Hatakejama Goro Josio Szugino tanítványa volt, aki segített az iskola nemzetközi terjesztésében. Ő is bevezette a kjú és dan rendszert. A Goróhoz köthető dódzsók a mester halála óta a főágtól függetlenül működnek.
- Noda-ha: Noda Sinzan Jamada Naomunétól tanulta az iskolát, aki a Date család vazallusa volt. A család vazallusai közül sokan tanulták a katori sintó-rjút, és létrehoztak egy sajátos, jellegzetes stílust. Naomune halála után Sinzan unokáját, Szeizant íratta be az iskolába, hogy Jamagucsi Kumadzsiro alatt tanulhasson. Miután nagyapja és mestere is elhunyt, Szeizan Motomija Toranoszuke tanítványa lett. Miután ő is elhunyt, Hajasi Jazaemonnal kezdett együtt edzeni. Ám mivel nem tudott azonosulni Hajasi reformötleteivel, különvált tőle. A noda-ha katori sintó-rjú olyan katákat is tanít, melyek már nincsenek jelen a főágban.
- Icsigidó: Sígi Munenori alapította, aki édesapjától tanulta az iskolát informálisan. Édesapja Motomija Toranoszuke tanítványa volt. Hivatalosan Ótake Riszukétól kezdett tanulni, akinek harminc évig volt a tanítványa. Az Icsigidó szervezeten belül tanította az iskolát, mint a curriculum részét. Néhány kandzsi eltéréssel írja a tensin sóden katori sintó-rjút.
- Joszeikan budó: Mocsizuki Minoru alapította, aki Szugino Josio tanonctársa volt a Kodokanban. Az iskolát a saját tananyaga részeként tanította, mely mellett karatét, dzsúdót és megannyi más, pusztakezet harcművészetet is oktatott. Napjainkban fia, Mocsizuki Hiro vezeti a Joszeikant.

## Karakterisztika

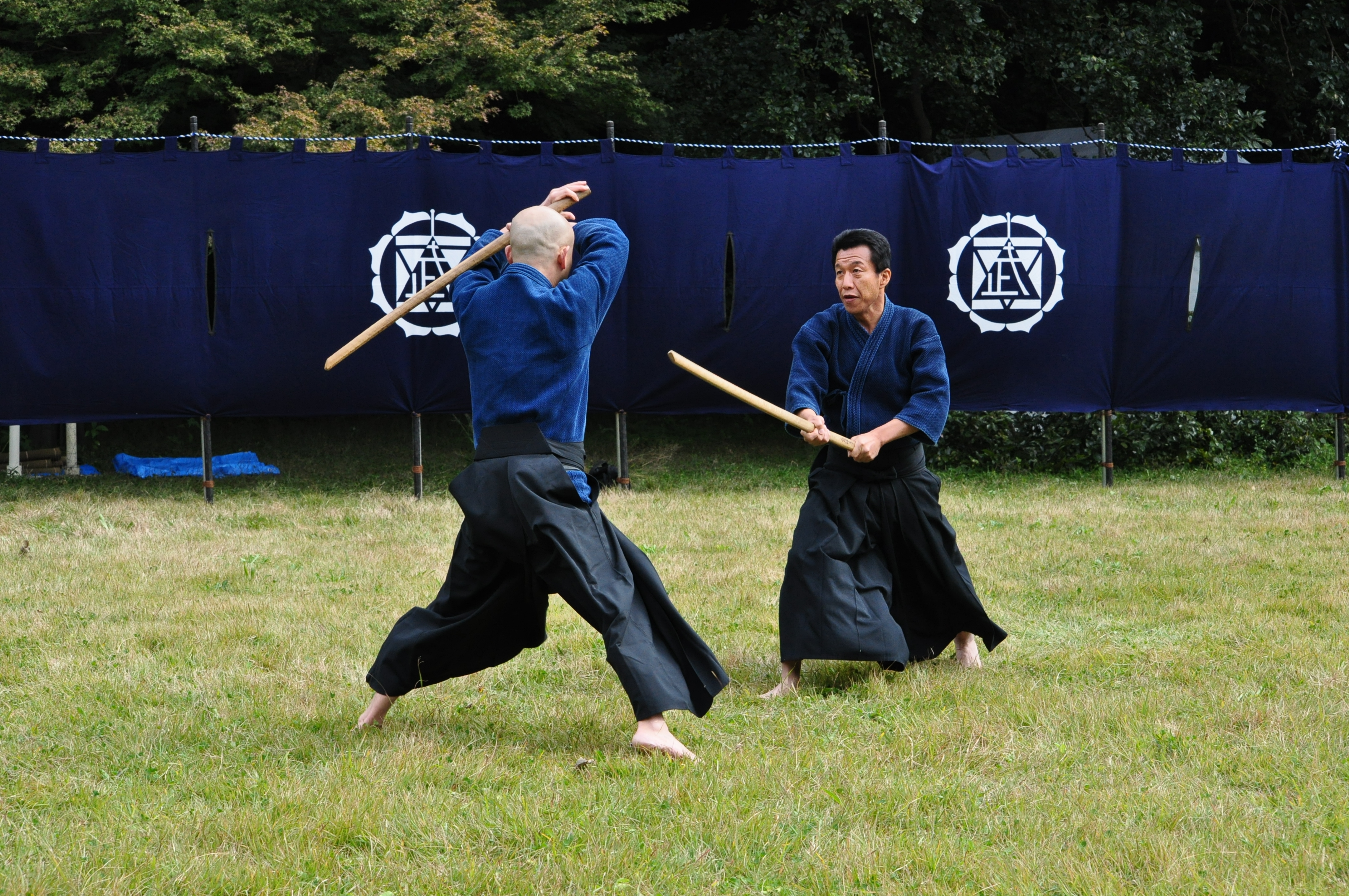
Páros gyakorlat a kendzsucu curriculumból. A képen látható az iskola egyik jellegzetessége, a makiucsi nevű vágótechnika.

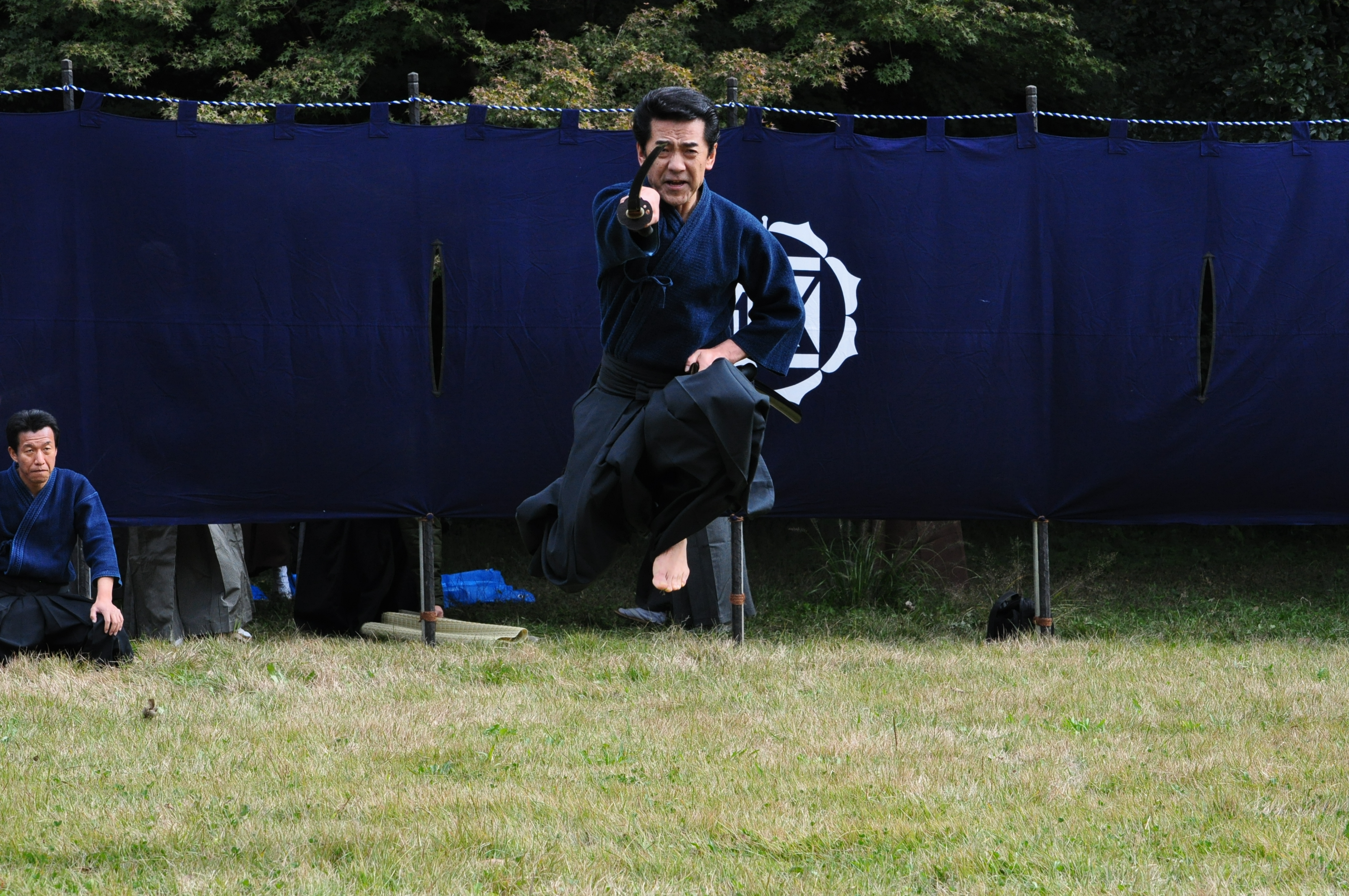
Kjószó Sigetosi sihan bemutat egy formagyakorlatot az iaidzsucu curriculumból.

A katori sintó-rjú egy szógó budzsucu, avagy összetett harcművészeti forma. A kardvívás mellett tanítja a rövid kardot, a két kardos vívást, kardhúzásból történő vágást, alabárdot, lándzsát, botot, dobófegyverek alkalmazását, pusztakezes harci technikákat és korabeli hadászati stratégiát. Mivel egy olyan korban alapították, amikor a páncélok még elterjedtek voltak, ezért valamennyi technikát ebben a szellemiségben adnak át. A fegyverek célpontja a páncél azon része, ahol gyengébb a védelem. Ilyen a nyak, az alkar belső része, a comb belső része, a hónalj és az alhas. Legjellegzetesebb támadómozdulatuk, a vállból indított makiucsi (tekert támadás) is ennek az igazolása, mivel a kard markolata beleütközhet a sisak tetejébe, ha dzsódan no kamae pozíciót vesz fel. Ezért indítja a harcos a vágást vállból.  
Az iskola a fennmaradt legkoraibb példa a formagyakorlatokon (kata) keresztül elsajátítható harcművészetekre. A technikákat a tanítványok katákon keresztül sajátítják el, melyek intenzívek, aktív mozgáskultúrával. Ahogy a legtöbb korjú, úgy a katori sintó-rjú is kivette a curriculumból a szabad vívást, így tényleges párbajok nem zajlanak le a tanoncok között. A hosszúkardon kívüli fegyvereket a védekező oldal alkalmazza egy kardot fogó támadó oldallal szemben. A formagyakorlatok során a védekező oldal „győz”. Védőfelszerelés nélkül, fakardokkal és egyéb fa fegyverekkel gyakorolnak. Ritkább esetben mutatják be a technikákat éles karddal, vagy öltenek páncélt, hogy azon keresztül demonstráljanak. Gyakori a szabadtéri edzés, ahol egyenetlen talajon gyakorolnak.
Mivel a katori sintó-rjú tanításait erősen áthatja a sintó és a buddhizmus, ezért a curriculum részét képezik az alkalomadtán előadott imák az istenségekhez, a szentélyek előtti tiszteletadás, a miszticizmus és a szigorú dódzsó etikett. A Sinbukan dódzsóban a tanítványok az edzést követően ki is takarítják az edzőtermet.     

### Keppan
A katori sintó-rjúba belépéskor a tanítvány egy véresküt kell tegyen, mielőtt megkezdhetné a tanulást. Ez az eskü az ún. keppan, és sok tradicionális iskola alkalmazza. Ha a tanítvány megsérti az esküben foglaltakat, kizárásban részesül. A tanítvány a következőkre esküszik meg:

Nem veszek részt verekedésekben, és nem használom mások ellen a tanultakat.

Nem szerencsejátékozom, és nem fordulok meg kétes hírű helyeken.

A keppant nem alkalmazza a többi ág, amikor a tanítványok be akarnak lépni. A katori sintó-rjú szóke ága más ágazatok képviselői számára is felkínálja az eskütételt, melyet a reprezentatív sihan által vezetett szemináriumokon, vagy a központi dódzsó meglátogatásakor tehetnek meg.

### Rangok

#### Szóke-vonal
Az iskola legkonzervatívabb ága az, mely a mai napig tekercseket (makimono) adományoz, melyek igazolják az iskolában elért rangot. A mokuroku eléréséhez öt, a menkjóhoz pedig tíz év tanulás szükséges.
- mokuroku
- menkjo
- gokui kaiden (csak az ág örököse teheti le rá a vizsgát)

#### Szugino dódzsó
Szugino Josio ága a tradicionális helyett a kjú és dan rendszert alkalmazza.

#### Goro-ág
Hatakejama Goro vegyítette a régi és új rendszert. Alapvetően az ő ága is kjú és dan rangokat adományoz, ám ezek mellé társítják szóke vonalnál megszerezhető rangokat is. Valamint hozzáadásra került a kirigami is, melyet más iskolákban az első szint teljesítőinek szoktak odaítélni. Ez utóbbit az első dan fokozat teljesítésekor kaphatja meg a tanuló. Minden rangnak van sóden, csúden és okuden fokozata. A menkjo kaiden minősítést a nyolcadik dan elérésével lehet kiérdemelni.

#### Szugavara budó
Szugavara Tecutaka vonala mokuroku és menkjo rangot adományoz, bár a tagok ez utóbbira inkább mint kjósi hivatkoznak.

## Curriculum
| Típus                             | Típus                             | Katák                                                                                 |
| --------------------------------- | --------------------------------- | ------------------------------------------------------------------------------------- |
| Kardművészet (tacsidzsucu)        | Kardvívás (kendzsucu)             | Négy kata: A kard alapjai 表之太 Omote no tacsi                                       |
| Kardművészet (tacsidzsucu)        | Kardvívás (kendzsucu)             | Öt kata: A kard öt tanítása 五行之太刀 Gogjó no tacsi                                 |
| Kardművészet (tacsidzsucu)        | Kardvívás (kendzsucu)             | Három kata: A kard hét haladó tanítása 極意七条之太刀 Gokui sicsidzso no tacsi        |
| Kardművészet (tacsidzsucu)        | Kardrántás (iaidzsucu)            | Hat kata: A kardrántás alapjai表之居合 Omote no iai                                   |
| Kardművészet (tacsidzsucu)        | Kardrántás (iaidzsucu)            | Öt kata: Kardrántás álló helyzetből 立合抜刀術 Tacsiai battódzsucu                    |
| Kardművészet (tacsidzsucu)        | Kardrántás (iaidzsucu)            | Öt kata: A kardrántás haladó tanítása 極意之居合 Gokui no iai                         |
| Kardművészet (tacsidzsucu)        | Két kard művészet (rjótódzsucu)   | Négy kata: Két kard 両刀 Rjótó                                                        |
| Kardművészet (tacsidzsucu)        | Rövid kard (kodacsi)              | Három kata: A rövid kard haladó technikái 極意之小太刀 Gokui no kodacsi               |
| Botművészet (bódzsucu)            | Botművészet (bódzsucu)            | Hat kata: A bot alapjai 表之棒 Omote no bó                                            |
| Botművészet (bódzsucu)            | Botművészet (bódzsucu)            | Hat kata: A bot öt tanítása 五教之棒 Gogjó no bó                                      |
| Naginataművészet (naginatadzsucu) | Naginataművészet (naginatadzsucu) | Négy kata: A naginata alapjai 表之長刀 Omote no naginata                              |
| Naginataművészet (naginatadzsucu) | Naginataművészet (naginatadzsucu) | Három kata: A naginata hét haladó tanítása 極意七条之長刀 Gokui sicsidzso no naginata |
| Lándzsaművészet (szódzsucu)       | Lándzsaművészet (szódzsucu)       | Hat kata: A lándzsa alapjai 表之槍 Omote no jari                                      |
| Lándzsaművészet (szódzsucu)       | Lándzsaművészet (szódzsucu)       | Két kata: A lándzsa titkai Hiden no jari                                              |
| Surikenművészet (surikendzsucu)   | Surikenművészet (surikendzsucu)   | Hét kata: A suriken alapjai表之手裏剣 Omote no suriken                                |
| Surikenművészet (surikendzsucu)   | Surikenművészet (surikendzsucu)   | Nyolc kata: A suriken öt tanítása五教之手裏剣 Gogjó no suriken                        |
| Surikenművészet (surikendzsucu)   | Surikenművészet (surikendzsucu)   | Kilenc kata: A suriken haladó tanítása 極意之手裏剣 Gokui no suriken                  |
| Dzsúdzsucu                        | Dzsúdzsucu                        | Harminchat kata: A dzsúdzsucu haladó tanítása 極意之柔術 Gokui no dzsúdzsucu          |

## Felhasznált források
- Amdur, Ellis (2002). Old School: Essays on Japanese Martial Traditions, Edgework, oldalak: 21–45
- Draeger, Donn F. The Martial Arts and Ways of Japan series, 3 kötet.
- Friday, Karl F. (1997). Legacies of the Sword, the Kashima-Shinryu and Samurai Martial Culture, University of Hawaii Press, oldalak ;26 & 93, ISBN 0-8248-1847-4
- Hall, David Avalon. Marishiten: Buddhism and the warrior Goddess, doktori disszertáció, Ann Arbor: University microfilms, oldalak 274–292.
- Hurst III, G. Cameron (1998). Armed Martial Arts of Japan, Swordsmanship and Archery, Yale University Press, oldalak 46–49 & 58, ISBN 0-300-04967-6
- Mol, Serge (2001). Classical Fighting Arts of Japan, A Complete Guide to Koryu JuJutsu, Kodansha International, oldalak ;43 & 151, ISBN 4-7700-2619-6
- Ótake, Riszuke (1977). The Deity and the Sword – Katori Shinto-ryu Vol. 1, Japan, Japan Publications Trading Co. ISBN 0-87040-378-8 (eredeti cím: Mukei bunkazai katori sintó-rjú)
- Ótake, Riszuke (1977). The Deity and the Sword – Katori Shinto-ryu Vol. 2, Japan, Japan Publications Trading Co. ISBN 0-87040-405-9
- Ótake, Riszuke (1977). The Deity and the Sword – Katori Shinto-ryu Vol. 3, Japan, Japan Publications Trading Co. ISBN 0-87040-406-7
- Ótake, Riszuke (2016). Strategy and the Art of Peace: Tenshinshō-den Katori Shintō-ryū (English Edition). Nippon Budokan Foundation. ISBN 9784583109848 (description page)
- Ratti, Oscar & Westbrook, Adele (1973). Secrets of the Samurai, A Survey of the Martial Arts of Feudal Japan, Charles E. Tuttle Co. ISBN 0-8048-0917-8
- Skoss, Diane (szerkesztő) (1997). Koryu Bujutsu, Classical Warrior Traditions of Japan, Koryu Books, vol 1, ISBN 1-890536-04-0
- Skoss, Diane (szerkesztő) (1999). Sword & Spirit, Classical Warrior Traditions of Japan, Koryu Books, vol 2, p. 67–69. ISBN 1-890536-05-9
- Skoss, Diane (szerkesztő) (2002). Keiko Shokon, Classical Warrior Traditions of Japan, Koryu Books, vol 3, ISBN 1-890536-06-7
- Szugino, Josio & Ito, Kikue (1977). Tensin sóden katori sintó-rjú budó kjóhan  (eredeti kiadás: 1941).
- Warner, Gordon & Draeger, Donn F. (1982). Japanese Swordsmanship: Technique And Practice, ISBN 0-8348-0236-8

## Külső hivatkozások
- Keiko Akadémia hivatalos weboldal
- A Ninja Centrum hivatalos weboldala
- Sinbukan dódzsó hivatalos weboldal Archiválva 2023. április 17-i dátummal a Wayback Machine-ben
- Katori sintó-rjú, Egyesült Királyság
- Katori sintó-rjú, Amerikai Egyesült Államok
- Katori sintó-rjú Kjószó Sibu hivatalos weboldal
- A katori sintó-rjú szókéjának hivatalos weboldala